# Norberto Bobbio
Norberto Bobbio (Torino, 1909. október 18. –  Torino, 2004. január 9.) olasz jogfilozófus, politológus, eszmetörténész.

## Élete, munkássága
1909. október 18-án született Torinóban. Szülővárosában előbb jogi, majd filozófia diplomát szerzett. Még gimnáziumi évei kötött ismeretséget Vittorio Foával, Leone Ginzburggal és Cesare Pavesevel. 1942-ben csatlakozott az akkor illegalitásban működő radikális-liberális szervezethez az Akciópárthoz (Partito d'Azione). 1943–1944-ben bebörtönözték. 1946-ban sikertelenül próbált politikai karriert építeni, és ezt követően a tudománynak szentelte életét.
1972 és 1984 között a Torinói Egyetem politikatudományi tanszékének vezetője. Emellett több folyóirat szerkesztője, és számos egyetem díszdoktora volt. 1979-ben Sandro Pertini köztársasági elnök élethosszig tartó szenátori címet adományozott Bobbionak. 2004-ben Torinóban halt meg.
Szocialistának vallotta magát, ám elutasította azokat az elemeket, amiket a marxizmusban antidemokratikusnak, autoriternek tartott. A kereszténydemokraták és kommunisták közötti „történelmi kompromisszum” lelkes híve volt, ugyanakkor fanatikusan támadta Silvio Berlusconi politikáját. Rendszeresen írt a La Stampa című napilapba. Szociálliberális indíttatású gondolkodó volt, nagy hatással volt rá Hans Kelsen, és Vilfredo Pareto gondolatvilága.

## Főbb művei
- Studi sulla teoria generale del diritto (1955)
- Politica e cultura (1955)
- Teoria della norma giuridica (1958)
- Teoria dell’ordinamento giuridico (1960)
- Giusnaturalismo e positivismo giuridico (1965)
- Da Hobbes a Marx: saggi di storia della filosofia (1965)
- Diritto e stato nel pensiero di Emanuele Kant (1969)
- Saggi sulla scienza politica in Italia (1969)
- Studi per una teoria generale del diritto (1970)
- Una filosofia militante (1971)
- Quale socialismo? discussione di un'alternativa (1976)
- Dalla struttura alla funzione: nuovi studi di teoria del diritto (1977)
- Il futuro della democrazia (1984)
- Saggi su Gramsci (1990)
- L’età dei diritti (1990)
- Destra e sinistra: ragioni e significati di una distinzione politica (1994)
- De senectute (1996)